# Austràlia Meridional
Austràlia Meridional (en anglès: South Australia) és un estat d'Austràlia situat a la part central del sud del país. La capital és Adelaida.
L'estat ocupa una de les parts més desèrtiques del continent, i té un total de 984.377 km². Limita a l'oest amb Austràlia Occidental, al nord amb el Territori del Nord i Queensland, a l'est amb Queensland, Nova Gal·les del Sud i Victòria; al sud l'estat està banyat per l'oceà Antàrtic. Té 1,5 milions d'habitants, menys del 10% de la població australiana i es troba en la 5a posició d'estats i territoris. La majoria de la població resideix a la capital, i la resta és distribuïda a les àrees fèrtils al llarg de la costa sud-est i als marges del riu Murray.

## Història
Els primers europeus que visitaren el territori ho feren en la nau holandesa Gulden Zeepaert, que va examinar el litoral el 1627. François Thijssen va anomenar el seu descobriment com la "terra de Pieter Nuyts". El litoral es va traçar sobre un mapa per primer cop per Matthew Flinders i Nicolas Baudin el 1802. Baudin es va referir a aquest territori com a "Terre Napoléon". Inicialment el territori formava part de la Colònia de Nova Gal·les del Sud. i el 1834, el parlament britànic va aprovar l'Acta d'Austràlia Meridional, que va habilitar l'establiment de la província d'Austràlia Meridional. La nova llei va establir que es dotaria a la colònia amb 802.511 quilòmetres quadrats i que estaria lliure de convictes.
La planificació de la colònia era l'encarnació ideal de les millors virtuts de les societat britànica, sense dicriminació religiosa i sense colons desocupats. La colonització començà a Kingscote a Kangaroo Island, fins que es va seleccionar com a lloc oficial per a la colònia el lloc on es troba actualment Adelaida. Els primers immigrants van arribar a la badia de Holdfast (prop de Glenelg) el novembre de 1836 i la colònia fou proclamada el 28 de desembre de 1836, actualment aquest dia és considerat Dia de la Proclamació de l'Estat. Austràlia Meridional és l'únic estat australià que fou colonitzat per colons lliures (no pas convictes).
La bandera d'Austràlia Meridional es va adoptar el 13 de gener de 1904. Hom creu que la divisa de l'estat va ser dissenyada per Robert Craig de l'Escola d'Arts d'Adelaida.
(Vegeu: Governador d'Austràlia Meridional)

## Geografia

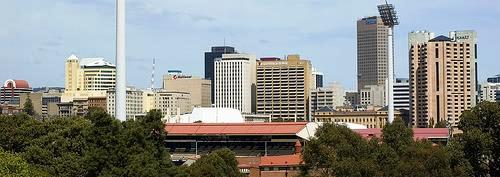
Adelaida, capital de l'Austràlia Meridional.

Els terrenys de l'estat són extensions de terra àrida i semiàrida amb alguns terrenys de bosc baix entre les quals destaquen Mt Lofty-Muntanyes Flinders que és un sistema muntanyenc que s'estén uns 800 quilòmetres des de Cap Jervis fins al nord del Llac Torrens. El punt més alt en l'estat no està en aquestes extensions, sinó que el Mont Woodroffe de 1.435 m. es troba en les muntanyes Musgrave a l'extrem nord-oest de l'estat. La part oest de l'estat està pràcticament deshabitada.
Les exportacions principals de l'estat són de blat, vi i llana. Más de la meitat de la producció dels vins d'Austràlia són produïdes a Austràlia Meridional.
Austràlia Meridional confina amb cadascun dels altres estats i teritoris australians a excepció del Territori de la Capital Australiana (ACT, Canberra) i Tasmània. El Territori del Nord va ser al principi el Territori del Nord d'Austràlia Meridional, arribant a ser un territori independent en 1911.
La costa d'Austràlia Meridional aquesta flanquejada per l'oceà Índic. Les seues temperatures mitjanes oscil·len entre els 29 °C de Gener i els 15 °C al juliol. Les temperatures diürnes en algunes parts de l'estat al gener i febrer poden pujar fins als 48 °C.
Temperatura registrada més alta: 50.7 °C (123.3 °F), Oodnadatta, 2 de gener de 1960 (La temperatura més alta mai registrada en tota Austràlia).
Temperatura registrada més baixa: -8.2 °C (17.2 °F), Yongala, 20 de juliol de 1976